# Synagrops pseudomicrolepis
Synagrops pseudomicrolepis és una espècie de peix pertanyent a la família dels acropomàtids.

## Descripció
- Pot arribar a fer 14,5 cm de llargària màxima.
- 10 espines i 9-10 radis tous a l'aleta dorsal i 2 espines i 9 radis tous a l'anal.
- Aletes dorsals unides o gairebé del tot.[5][6]

## Hàbitat
És un peix marí i batidemersal que viu entre 180 i 576 m de fondària.

## Distribució geogràfica
Es troba a l'Atlàntic occidental: des de Cuba fins a Surinam.

## Observacions
És inofensiu per als humans.